# Bûches (attraction)
Pour les articles homonymes, voir Bûche.

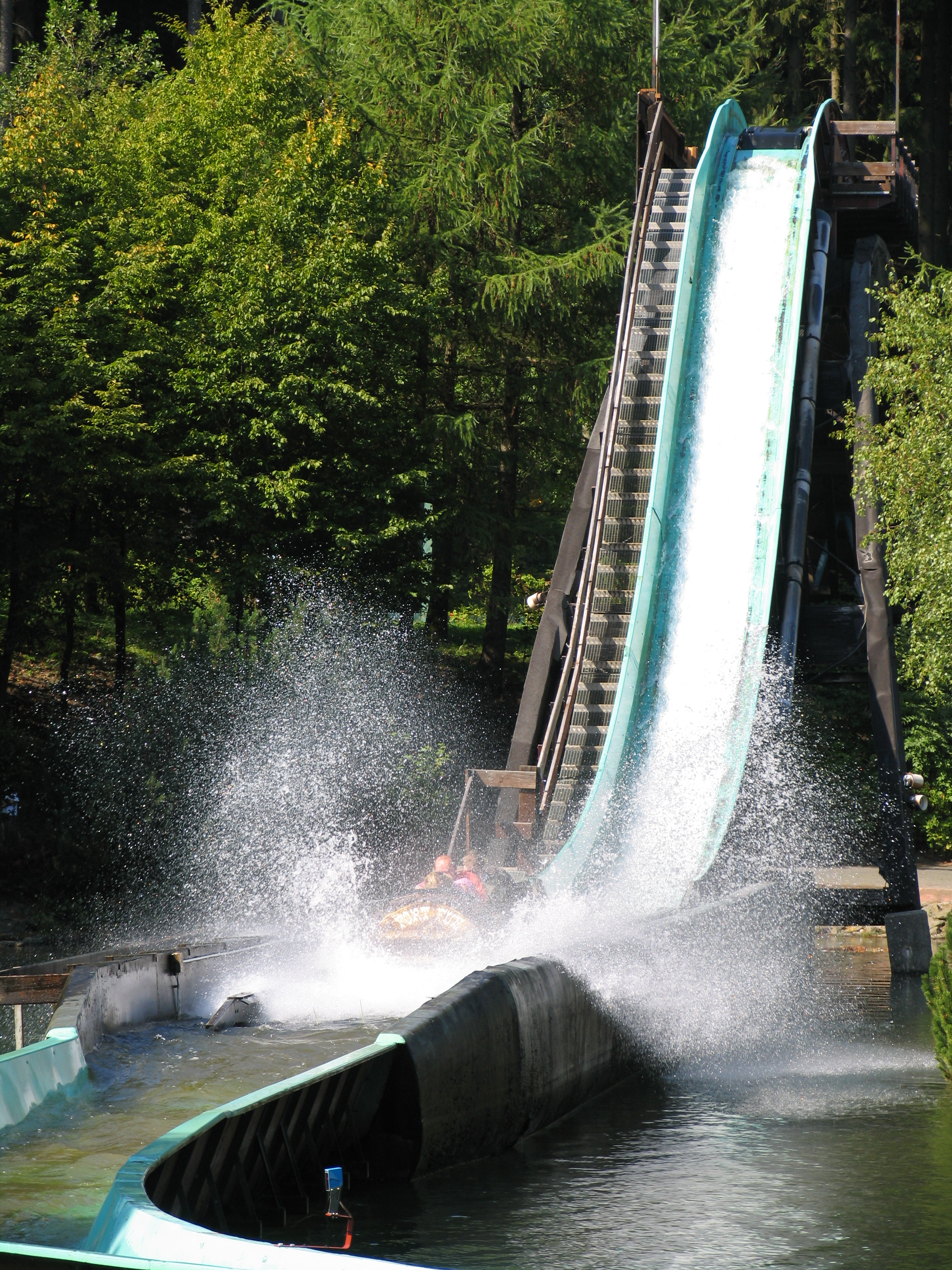
La chute du Fort Fun Abenteuerland (Allemagne).

Les bûches (en anglais log flume) désignent familièrement une attraction aquatique où les passagers prennent place dans une embarcation, généralement en forme de tronc d'arbre ou de rondin de bois (pirogue monoxyle), qui parcourt ensuite un circuit fermé avec de grands dénivelés, assurant éclaboussures et sensations. Cette attraction fait partie des classiques des parcs aujourd'hui[Quand ?].

## Origines

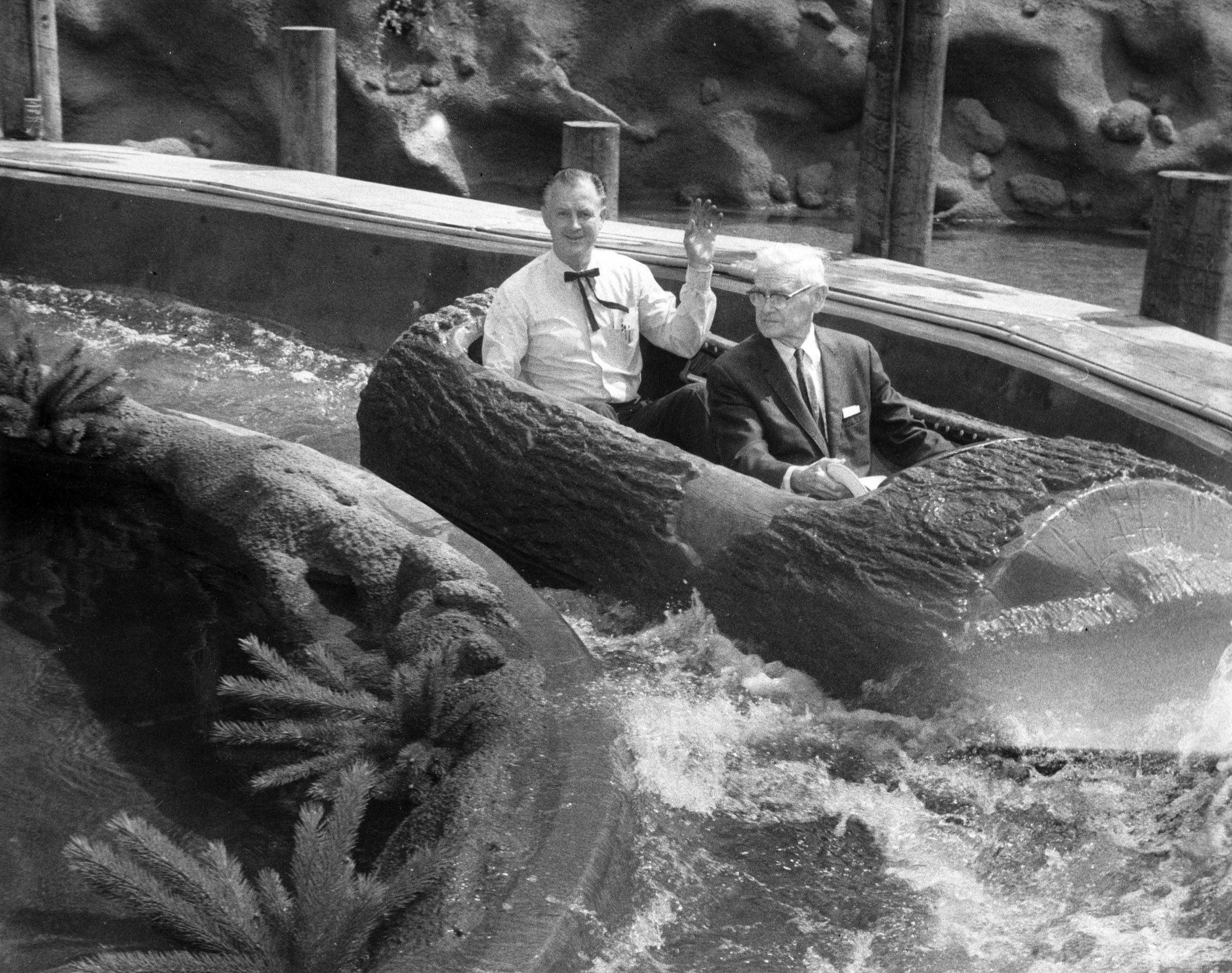
Walter Knott et Bud Hurlbut dans Calico Log Ride, 1969.

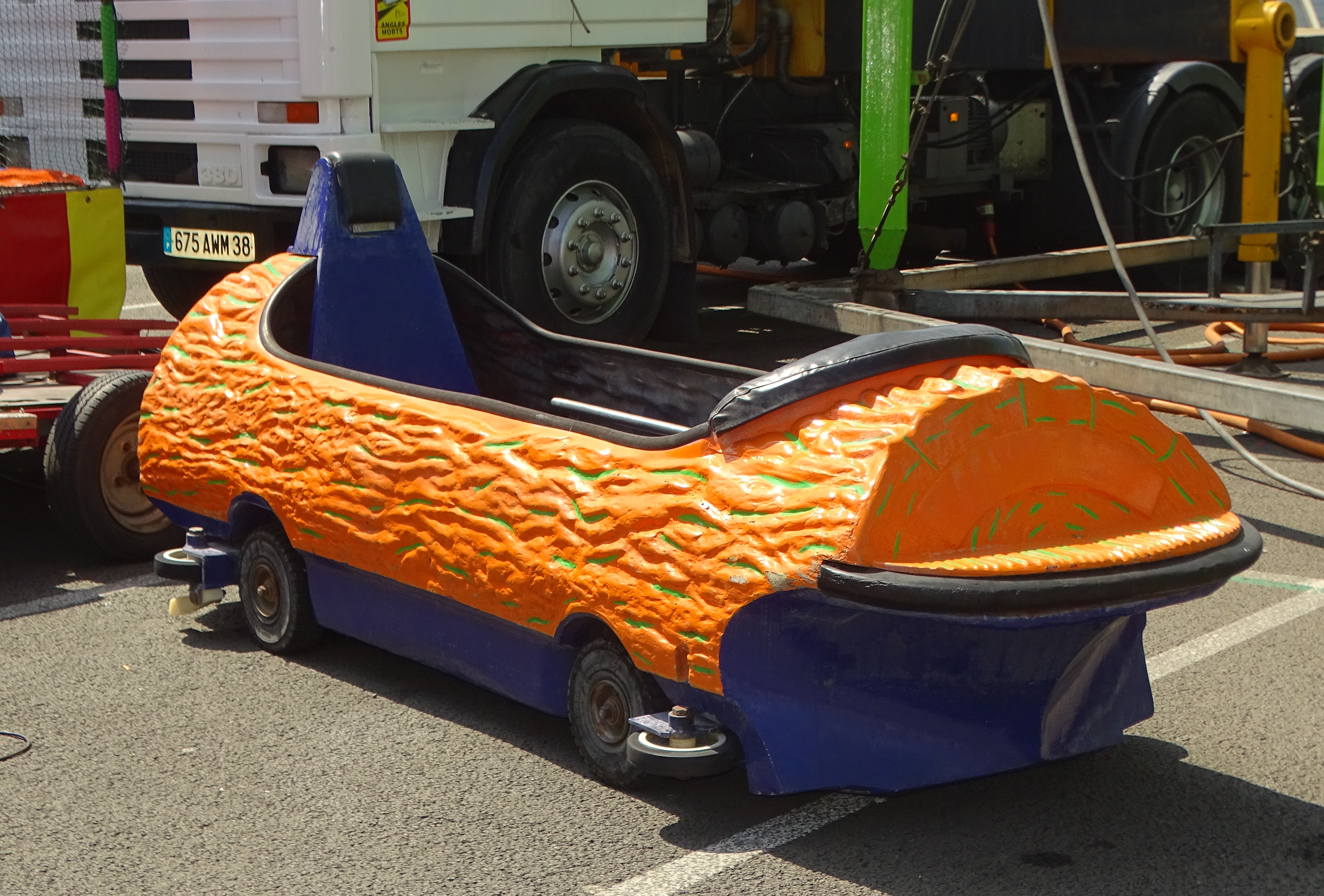
Bûche sortie de son parcours, ducasse de Douai (France), 2021.

Ces attractions sont souvent décorées en hommage aux flumes, installations hydrauliques utilisées autrefois pour transporter, par flottaison, les bûches de bois du lieu d'abattage à la scierie.
En 1962, le créatif Bud Hurlbut développe l'idée d'une attraction de type bûches à Knott's Berry Farm. Il désire alors construire des montagnes russes mais imagine plutôt des véhicules en flottaison. Il s'associe avec Arrow Dynamics pour la partie mécanique. Walter Knott, le propriétaire du parc de loisirs, hésite à suivre Bud Hurlbut. Celui-ci vend le système à Six Flags Over Texas qui ouvre le premier parcours de bûches en 1963. El Aserradero (« la scierie » en espagnol) connait un tel succès qu'un second parcours ouvre en 1968. Walter Knott commande alors la même attraction pour son parc. 
Après une année de conception et de fabrication, Bud Hurlbut ouvre l'attraction en 1969. Présentant le thème d'une scierie du Far-west, elle porte alors le nom Calico Log Ride. Les premiers passagers officiels sont John Wayne et son fils Ethan.
Un des plus vieux concepts date de 1965 avec le projet Western River Expedition, conçu par l'Imagineer Disney, Marc Davis. Ce projet consistait en une attraction sur le thème de l'ouest américain pour le parc Magic Kingdom.
Le parc Astérix détourne d'ailleurs ce thème avec humour avec son attraction Menhir Express qui reconstitue le flume qu'auraient utilisé jadis Obélix et ses collègues tailleurs de menhirs, pour transporter les blocs de pierre qu'ils extrayaient.
Les bûches ne doivent pas être confondues avec Shoot the Chute aux embarcations plus larges et ne comportant en général qu'une seule chute se terminant dans un lac.

## Description

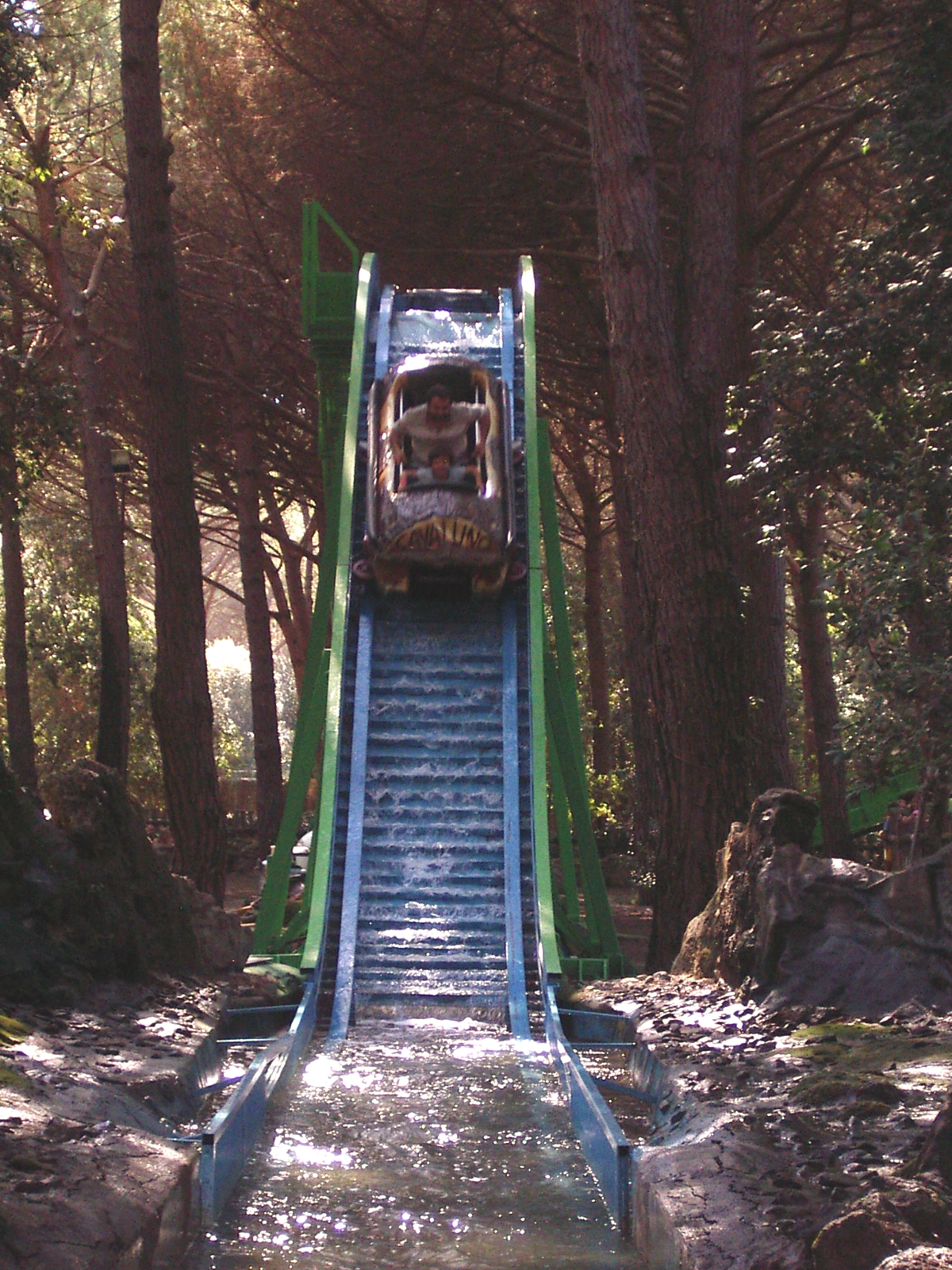
Un bateau étroit et très souvent décoré en bûche typique de cette attraction.

Comme les montagnes russes, les bûches utilisent la conversion énergie potentielle - énergie cinétique. Les remontées ont lieu grâce à des tapis roulants. Dans le canal, l'eau est mise en mouvement par des pompes hydrauliques ; ce mouvement entraîne les bûches. Ces attractions sont principalement construites en extérieur mais des passages dans des bâtiments sont possibles, donnant lieu à des animations à l'aide d'animatroniques. L'une des chutes du parcours est souvent dotée d'une installation photo.
Pour augmenter la probabilité d'être mouillé, des canons à eaux (actionnées généralement par les passants) sont parfois disposées le long du parcours.